# Groot- en Kleinmeer
Het Grootmeer en het Kleinmeer zijn twee vennen gelegen in Wintelre in de Nederlandse gemeente Eersel, provincie Noord-Brabant.
De vennen liggen in het bosgebied Buikheide en Oude Molen, dat eigendom is van de gemeente Eersel en 520 ha groot is. Omdat ze niet verzuurd zijn kennen ze een bijzondere plantengroei, daarom zijn ze in 1990 aangewezen als beschermd natuurmonument. Ze zijn onderdeel van Natura 2000 gebied Kempenland-West.
Verstuiving van zand tijdens de koude periode van het Weichselien zorgde op natuurlijke wijze voor het ontstaan.

## Waterkwaliteit
Het Grootmeer meet 19 ha en behoort daarmee tot de grotere vennen van Noord-Brabant. Sinds 1952 worden de vennen gebruikt voor de berging van spoelwater dat vrijkomt bij de zuivering van drinkwater in het nabijgelegen pompstation Vessem. Dit spoelwater is kalkrijk, waardoor de verzuring die in de vennen van Noord-Brabant is opgetreden hier wordt geneutraliseerd. Er kunnen daardoor planten groeien die zeldzaam zijn geworden zoals oeverkruid, naaldwaterbies, gesteeld glaskroos, pilvaren en klein blaasjeskruid. Verder leeft er de heikikker.
Het spoelwater bevat behalve kalk meer verontreinigingen. Deze worden bezonken in het Kleinmeer, waar het water door een helofytenfilter met riet wordt gezuiverd. Vervolgens komt het in een stelsel van bezinksloten om ten slotte te worden opgeslagen in een voorbassin dat met een aarden wal is afgescheiden van het Grootmeer. Van daar wordt het dan binnengelaten. In natte tijden kan water worden geloosd op de Kleine Beerze.
De waterstand van beide vennen kan van nature sterk wisselen, en in droge zomers is droogvallen niet ongewoon. De verdroging van de omgeving is in de 21e eeuw echter zodanig toegenomen dat het Groot- en Kleinmeer gewoonlijk droog vallen zodra de aanvoer van spoelwater wordt onderbroken.

## Omgeving
Direct om het Grootmeer heen ligt het bosgebied Buikheide, een aangeplant productiebos. Rond de meren is het hout geoogst, waardoor daar een meer afwisselend begroeiingspatroon is ontstaan. Verderop in het gebied vindt men, naast stukken eentonig dennenbos, ook percelen met meer open bos van volgroeide Amerikaanse eiken en sparren. Ten oosten van de Buikheide is landbouwgebied, ten noorden ligt de Oostelbeerse Heide, terwijl in het westen het natuurgebied Dal van de Kleine Beerze is te vinden.
Bij Toterfout en Halfmijl zijn grafheuvels.

## Recreatie
Er zijn in het bos routes uitgezet voor wandelaars, mountainbikers en ruiters. Een natuurwandelpad voert langs de vennen. Bij het Grootmeer is een uitkijkpost vanwaar men een panoramisch overzicht over het gebied heeft.